# Ghada Shouaa
Ghada Shouaa (arabsko غادة شعاع), sirska atletinja, * 10. september 1973, Maharda, Sirija.
Nastopila je na poletnih olimpijskih igrah v letih 1992, 1996 in 2000, leta 1996 je v sedmeroboju osvojila prvi naslov olimpijske prvakinje v zgodovini Sirije. Na svetovnih prvenstvih je osvojila naslov prvakinje leta 1995 in bronasto medaljo leta 1999, na azijskih prvenstvih pa naslov prvakinje leta 1993 in srebrno medaljo leta 1991.